# Владимир Гвојић
Владимир Гвојић (Београд, 1991), српски је глумац.

## Биографија
Глуму је похађао у омладинском позоришту "ДАДОВ" код професора Владимира Јевтовића и Радована Кнежевића од 1998. године до 2008. године. Добитник је награде "Цар Константин" за најбољу главну мушку улогу на 55. Филмским сусретима у Нишу за филм "А.С.(25)".
Бавио се глумом у позоришту КПГТ од 2010. године до 2013. године, а прву филмску улогу добија 2012. године у филму "Клип" редитељке Маје Милош. Након тога играо је у бројним кратким филмовима, од којих су неки награђивана остварења нове генерације младих редитеља.

## Филмографија
| ФИЛМ                             | ЛИК         | ЖАНР           | ГОДИНА |
| -------------------------------- | ----------- | -------------- | ------ |
| Серотонин                        | Он          | кратки, играни | 2011.  |
| Клип                             | Црни        | драма          | 2012.  |
| Изгледаш до јаја кад сам одваљен | Сале        | кратки, играни | 2013.  |
| Тмина                            | Дилер       | драма          | 2014.  |
| Кожа ће нам постати сива         | Он          | кратки, играни | 2014.  |
| Мрак                             | Лука        | кратки, играни | 2014.  |
| Мркли мрак                       | Лука        | кратки, играни | 2015.  |
| Сад ја мало снимам               | Жика        | кратки, играни | 2015.  |
| Град                             | Странац     | кратки, играни | 2015.  |
| Фајронт                          | Сале        | кратки, играни | 2016.  |
| Крис                             | Алекс       | кратки, играни | 2016.  |
| Афтерпарти                       | Перика      | драма          | 2017.  |
| Аплауз за Лазића                 | Динго       | кратки, играни | 2017.  |
| Кружно                           | Лука        | кратки, играни | 2018.  |
| Марлон                           | Онај горе   | кратки, играни | 2018.  |
| Manus x Machina x Moralia        | Момак       | кратки, играни | 2018.  |
| Здрав                            | Немања      | кратки, играни | 2019.  |
| Шербет                           | Момак       | кратки, играни | 2019.  |
| Група (ТВ серија)                | Дилер       | драма          | 2019.  |
| А.С.(25)                         | Сале        | драма, трилер  | 2019.  |
| Инфлуенсер                       | Хијена      | кратки, играни | 2020.  |
| Ургентни центар (ТВ серија)      | Душан Ђекић | драма          | 2020.  |
| Here be dragons                  | Иван Новак  | трилер         | 2020.  |
| The Danube                       | Урош        | драма          | 2021.  |
| После зиме                       | Федор       | драма          | 2021.  |
| Нечиста крв                      | Момир       | драма          | 2021.  |

## Награде и признања[4][5]
Владимир је за своја глумачка остварења поред награде "Цар Константин" два пута добио и награду "Златна интерпретација" на Башта Фесту 2014. и 2016. године.
На фестивалу "Balkan Nordic Film Festival" у Стокхолму 2021. добио је награду за најбољу главну мушку улогу за филм "А.С. (25)".